# Baix Yafa
La regió del Baix Yafa és una zona muntanyosa del Iemen situada al nord-est d'Aden, entre l'Abyan i l'Alt Yafa.
Aquesta regió es va dividir fa més de mil any en cinc districtes tribals, poblats per les tribus Kaladi, Sadi, Yazidi, Yahara i Nakhibi, del gran grup de tribus yafi. Els cinc xeics obeïen des de vers el 1700 a un soldà amb residència primer a Al-Kara o Kara o Qara (més tard la residència es va traslladar a Jaar) que els anglesos anomenaven soldà del Baix Yafa o Yafa Inferior que dominava una zona fèrtil al del nord-oest de l'Abyan
Degut a aquest domini, el Yafa Inferior fou la zona que major contacte va tenir amb els britànics especialment a partir del 1944; la zona forma un únic conjunt amb l'Alt Yafa o Yafa Superior, més muntanyós, on els britànics tingueren poca presència. Després de formar part de la muhafazah III al Iemen del Sud (1967-1990) la major part del territori excepte la muntanya al nord-oest fou inclòs a la governació d'Abyan.
Per el soldanat del Baix Yafa, vegeu Jaar